# Шомо (Јон)
Шомо (фр. Chaumot) насеље је и општина у источном делу централне Француске у региону Бургоња, у департману Јон која припада префектури Санс.
По подацима из 2011. године у општини је живело 695 становника, а густина насељености је износила 46,77 становника/km². Општина се простире на површини од 14,86 km². Налази се на средњој надморској висини од 180 метара (максималној 201 m, а минималној 90 m).

## Демографија
| 1962. | 1968. | 1975. | 1982. | 1990. | 1999. | 2011. |
| ----- | ----- | ----- | ----- | ----- | ----- | ----- |
| 325   | 388   | 385   | 406   | 464   | 503   | 695   |

График промене броја становника у току последњих година